# マーロン・ムーア
マーロン・ムーア（Marlon Moore 1987年9月3日- ）はカリフォルニア州サクラメント出身のアメリカンフットボール選手。現在フリーエージェント。ポジションはワイドレシーバー。

## 経歴
フレズノ州立大学に進学した彼は、2006年、4回のレシーブ、ハワイ大学戦では75ヤードのTDレシーブをあげた。2007年には48回のレシーブで694ヤードを獲得、5TDをあげた。ジョージア工科大学とのヒューマンイタリアンボウルでは7回のレシーブで80ヤードを獲得した。2008年には怪我のため5試合に欠場、先発も4試合にとどまった。ランク8位のボイシ州立大学では自己ベストタイの9回のレシーブをマークした。UCLAとのローズボウルでは63ヤードのパントリターンを見せた。この年20回のレシーブで233ヤードに終わった。
2010年、マイアミ・ドルフィンズにドラフト外フリーエージェントで入団した。同年第12週のオークランド・レイダース戦ではチャド・ヘニーから57ヤードの逆転TDパスをキャッチした。
2011年、10月のニューヨーク・ジェッツ戦の第2Qにマット・ムーアから37ヤードのパスをキャッチしている。
2012年の第6週、セントルイス・ラムズ戦では29ヤードのTDレシーブをあげた。
同年シーズン終了後、制限付きフリーエージェントとなった彼にドルフィンズはテンダーオファーを行わず、彼は無制限フリーエージェントとなった。ドルフィンズでの3年間で12回のレシーブで244ヤードを獲得、2TDをあげた。
2013年3月19日、サンフランシスコ・フォーティナイナーズと1年契約を結んだ。レギュラーシーズン第7週終了後、マリオ・マニンガムがナイナーズに復帰した際に解雇された。11月4日にマイアミ・ドルフィンズと契約を結んだ。